# 長江英和
長江 英和（ながえ ひでかず、1958年9月9日 - ）は、日本の俳優である。
所属事務所はクリオネ。血液型はB型。愛称（自身のハンドルでもある）は「にゃが」。
愛知県瀬戸市出身。愛知高等学校卒業。愛知学院大学商学部商学科中退。

## 人物・プロフィール
身長192cm、体重92kg、足のサイズは28cmと、かなり大柄。
大学中退後、役者を志して勝アカデミーへと通う。
1981年にアカデミーを卒業。
アカデミー時代に数本の作品に出演していたが、1983年に正式にドラマデビュー。
趣味は博物館や水族館巡り。

## 出演

### テレビドラマ
- 大戦隊ゴーグルファイブ 第6話「悪役レスラーの愛」（1982年、テレビ朝日系列）ヘルマスクの対戦レスラー 役
- バッテンロボ丸 第30話「すごいぞ宿題自動販売機」（1983年、フジテレビ系列）作業員 役
- 西部警察 PART-III（テレビ朝日系列/石原プロ）
  - 第40話「激突!!壇ノ浦攻防戦-岡山・高松篇-」（1983年）香港マフィア 役
  - 第66話「たった一人の挑戦」（1984年） - 富田（麻薬組織の用心棒）役
- 宮本武蔵（1984年、NHK）うわばみの長太 役
- 新大江戸捜査網 第645話「女房殺し疑惑の刃」（1984年、テレビ東京）
- いたずらエンジェル おじゃ魔天使（1985年、フジテレビ系列）
- 結婚前夜－消えた殺人事件－（1985年、フジテレビ系列）
- スケバン刑事（1985年、フジテレビ系列）
- ゲゲゲの鬼太郎（1985年、フジテレビ系列）
- スケバン刑事II 少女鉄仮面伝説（1985年、フジテレビ系列）
- 連続テレビ小説 澪つくし（1985年、NHK）
- 小公女セーコ（1986年、フジテレビ系列）
- どうぶつ通り夢ランド 第5話「落ちこぼれイルカの恋」（1986年、テレビ朝日系列）
- 熱中時代スペシャル 帰ってきた北野広大（1987年、日本テレビ系列）
- 火曜サスペンス劇場（日本テレビ系列）
- SiXTEEN〜16〜 (1988年10月20日-1989年2月23日、テレビ朝日)
  - 「ラーメン横町・女たちの危険な午後」（1988年、PDS）
  - 「松本清張スペシャル・一年半待て」（2002年）
- 魔法少女ちゅうかなぱいぱい!（1989年、フジテレビ系列） タクラマカン 役
- 白鳥麗子でございます!（1989年、TBS系列）
- あいつがトラブル 第6話 ヤクザの用心棒役（1989年、フジテレビ系列）
- 都会の森（1990年、TBS系列）
- 参上! 天空剣士 第十四話「闇の巨人怪僧」（1990年、テレビ東京系列） - 龍眼 役
- 続続・三匹が斬る! 第17話「花嫁の首恋しや妖怪鬼八」（1990年、テレビ朝日系列） - 鬼八 役
- さすらい刑事旅情編III 第4話「さいはてオホーツク・過去から逃げる女」 (1990年10月31日、テレビ朝日系列) 北野茂行 役
- 月影兵庫あばれ旅 第2シリーズ 第11話「殺しの千里眼!」（1990年、テレビ東京系列） 秋水 役
- 金田一耕助の傑作推理 第12作「魔女の旋律」（1991年、TBS系列）
- 裸の大将 第46話「清と獅子舞てんてこ舞」（1991年、KTV / 東阪企画）
- 大河ドラマ（NHK）
  - 太平記（1991年）武将 役
  - 秀吉（1996年）前野将右衛門 役
  - 風林火山（2007年）本間江州 役
  - おんな城主 直虎（2017年） ‐ 水野弥平大夫
- 検事・若浦葉子 第3話「乳ガン再発!? 今、問われる六法全書の愛と正義」 (1991年4月27日、日本テレビ系列)
- ジュニア・愛の関係（1992年、フジテレビ系列） 大曽根陣 役
- 名探偵 明智小五郎「地獄の道化師」（1994年、フジテレビ系列） - 綿貫創人 役
- ヘルプ!（1995年、フジテレビ系列）
- 金田一少年の事件簿 第4話「秘宝島殺人事件」（1995年、日本テレビ系列） - 柿本麻人 役
- 世にも奇妙な物語'96秋の特別編 壁の小説（1996年、フジテレビ系列）
- 帰ってきたセカンド・チャンス（1996年、TBS系列）
- 天晴れ夜十郎（1996年、NHK） - 瀬川 役
- ギフト（1997年、フジテレビ系列）※第1話チンピラ役
- 御家人斬九郎（1997年、フジテレビ系列）
- 織田信長 天下を取ったバカ（1998年、TBS） - 大三 役
- きらきらひかる（1998年、フジテレビ系列）※第1話ゲスト出演
- 世にも奇妙な物語 春の特別編 トラウマ（1998年、フジテレビ系列）
- 剣客商売 第1シリーズ 第9話「天魔」（1998年、フジテレビ系列） - 大猿
- 土曜ワイド劇場（テレビ朝日系列）
  - はみだし弁護士・巽志郎（3）（1998年） 太田隆三 役
  - 混浴露天風呂連続殺人（18）みちのく津軽の 秘湯に消えた女（1998年） 相川 役
  - 火災調査官・紅蓮次郎（15）クジラが燃えた!! 炎に消えた二つの命!!（2015年） 新倉健吾 役
- 世紀末の詩（1998年、日本テレビ系列）
- 救命病棟24時（1999年、フジテレビ系列）※第1話ゲスト出演
- ケイゾク（1999年、TBS系列）谷口剛 役
- 傷だらけの女（1999年、関西テレビ制作・フジテレビ系列）
- バスストップ（2000年、フジテレビ系列）
- 科捜研の女（2001年、テレビ朝日系列） - 白鳥望湖
- TRICK2 （2002年、テレビ朝日系列） ‐ 鶴山秘書役
- ホーム&アウェイ（2002年、フジテレビ系列）
- 女と愛とミステリー
  - 「パートタイム探偵」（2002 ‐ 2004年） ‐ 五十嵐貴文
- ミステリー民俗学者 八雲樹（2004年10月15日〜12月17日、テレビ朝日系列） 田久保家の用心棒 役
- はるか17（2005年7月1日〜9月16日、テレビ朝日系列） 探偵 役
- 電車男（2005年、フジテレビ系列）※第1話ゲスト出演
- 西遊記（2006年、フジテレビ系列）※第1話 ゲスト出演 牛魔王 役
- 逃亡者おりん（2006年、テレビ東京系列) ※第9話ゲスト出演 佐平次 役
- 名奉行! 大岡越前 第2部（2006年4月18日、テレビ朝日系列） ※第1話 ゲスト出演 田島 隼人 役
- 劇団演技者。 第20作「カーラヂオが終われば」（2006年8月8日〜29日、フジテレビ系列）※合宿所の寮長 役
- 次郎長 背負い富士（2006年8月31日、NHK）※最終回
- 捜し屋★諸星光介が走る!(3)（2007年4月16日、TBS系列） 竹内 一馬 役
- 必殺仕事人2007 （2007年7月7日、テレビ朝日系列）「安徳組」頭 喜助 役
- まるまるちびまる子ちゃん（2007年8月9日、フジテレビ系列） ※第14話「まる子、ヒデじいのお話を聞く」の巻 貯蔵 役
- 有閑倶楽部（2007年10月16日、日本テレビ系列） ※第1話 ゲスト出演 岩崎 役
- エジソンの母（2008年2月22日、TBS系列） ※第7話 ゲスト出演 コートの男 役
- 警視庁捜査一課9係（2008年6月18日、テレビ朝日系列） ※最終回 ゲスト出演 ボディガード（殺人者）役
- 水戸黄門（TBS系列）
  - 第38部 第23話「まぶたの母はおえん!?	-鎌倉-」（2008年6月23日） 丑寅 役
  - 第42部 第18話「千客万来!代筆美人 -桑名-」（2011年2月21日） 荒川軍兵衛 役
- 刺客請負人 第2シリーズ（2008年7月18日、テレビ東京） ※第1話スペシャル ゲスト出演 狐火の才蔵 役
- お台場探偵羞恥心 ヘキサゴン殺人事件（2008年8月6日、フジテレビ系列）- 刑事 役
- サラリーマン金太郎（2008年10月31日・11月7日、テレビ朝日系列）※第4話・第5話 一ツ橋 伸吾（一ツ橋土木社長）役
- 肉体の門（2008年12月27日 テレビ朝日系列）- 組員役
- 漂流ネットカフェ（2009年 MBS・4月10日〜 TBS・4月15日〜、毎日放送制作・TBS系列）- 寺沢 役
- ドラマW『都市伝説セピア』（2009年7月28日、WOWOW） ※オムニバス3話の第2話「アイスマン」- 男 役
- メイド刑事（2009年8月7日、テレビ朝日系列） ※第6話 ゲスト出演 重盛 万作 役
- 連続ドラマ小説 木下部長とボク（2010年1月14日〜、読売テレビ、日本テレビ系列）-　斎藤（トーテムポール）役
- おばさん会長・紫の犯罪清掃日記 ゴミは殺しを知っているシリーズ(8)（2010年2月1日、TBS系列） 平沢 泰造 役
- BUNGO -日本文学シネマ- 「檸檬」（2010年2月17日ほか、TBS系列） - 果物屋の男 役
- BUNGO -日本文学シネマ- 「グッド・バイ」（2010年2月24日ほか、TBS系列） - 男 役
- 宇宙犬作戦 （2010年8月27日、テレビ東京） episode 06 ALL IS イーブン - コンボイ 役
- 霊能力者 小田霧響子の嘘（2010年10月10日、テレビ朝日系列）第1話ゲスト - 福田 正平（大学教授）役
- 土曜時代劇 隠密八百八町（2011年1月29日、NHK総合）第4話ゲスト - 鬼火の佐平次 役
- ドラマ10 下流の宴（2011年6月7日〜、NHK総合） - 糸数勝 役
- 勇者ヨシヒコと魔王の城（2011年8月5日、テレビ東京）第5話ゲスト - イガルヤ 役
- 大!天才てれびくん（2011年4月12日〜5月24日の期間中、毎週火曜日「ドラまちがい『晴れときどき晴れ』」NHK教育） 哲夫（父） 役
- 戦国鍋TV（2011年9月17日、テレビ東京系列） 『戦国武将がよく来るキャバクラ』第31回　- 安国寺恵瓊 役
- 俺の空 刑事編（2011年） - ヤクザの大男 役
- 三毛猫ホームズの推理（2012年4月28日）第3〜4話ゲスト - 梶本 役
- 孤独のグルメ Season2 第8話 （2012年11月28日、テレビ東京）- 横山大輔 役
- ヴァンパイア・ヘヴン（2013年4月12日 - 、テレビ東京） - 源十郎 役
- 天誅〜闇の仕置人〜（2014年2月21日、フジテレビ）第5話ゲスト - 鮫島 役
- BS時代劇（NHK）神谷玄次郎捕物控（2014年4月4日、NHK BSプレミアム） - 鎌吉 役
- 連続テレビ小説（NHK）
  - 花子とアン（2014年4月 - ） - 合田寅次 役
  - とと姉ちゃん 第98回（2016年7月26日）
- トクボウ 警察庁特殊防犯課（2014年6月5日、読売テレビ、日本テレビ系列）第10話ゲスト - 高坂 役
- ヤメゴク〜ヤクザやめて頂きます〜（2015年5月28日、TBS）第7話ゲスト - 青峰亨 役
- 連続ドラマW｜メガバンク最終決戦（2016年2月14日 - WOWOW）- 下山弥一 役
- 精霊の守り人｜NHK放送90年 大河ファンタジー（守り人シリーズ）（2016年3月19日 - NHK総合）-
- 地味にスゴイ! 校閲ガール・河野悦子（2016年10月 - 、日本テレビ） - 西田 役
- 小さな巨人（2017年4月 - 、TBS） - 風見エレック社長 風見康夫 役
- ドクターX〜外科医・大門未知子〜第5シリーズ最終話（2017年12月14日、テレビ朝日）- 東京地検特捜部主任検事役
- anone 第1話（2018年1月10日、日本テレビ） - ゴーレム 役
- 健康で文化的な最低限度の生活 第1話（2018年7月17日、フジテレビ） - 生活保護受給者 役
- 遺留捜査（2018年） ‐ 鵜飼慎司
- THE GOOD WIFE / グッドワイフ 第8話（2019年3月3日、TBS） - 富岡博信 役
- ピュア! 〜一日アイドル署長の事件簿〜 第2話（2019年8月13日、NHK総合） - 上村大輔 役
- 仮面ライダーゼロワン 第19話、第20話、第24話（2020年1月19日、26日、2月23日、テレビ朝日）- 最強匠親方 役
- 警視庁ゼロ係〜生活安全課なんでも相談室〜 第5シリーズ（2021年6月4日、テレビ東京[1]） ‐ 上杉一心 役
- 特捜9 season4 第5話（2021年5月5日、テレビ朝日） ‐ 岩井剛太郎 役
- 日本沈没-希望のひと- 第8話、第9話（2021年12月5日、12日、TBS） - 小泉史郎 役
- 善人長屋（2022年） - 七天の甚兵衛 役
- 最高のオバハン中島ハルコ 第8話（2022年11月26日、東海テレビ） - 乾武彦役
- ダーウィンが行く!?（2024年8月20日、NHK総合） - 青嶋幸喜 役[2]

### 映画
- 月光仮面 （1981年）
- お葬式 （1984年）
- V.マドンナ大戦争 （1985年）
- ドン松五郎の生活 （1986年）
- ロボフレンド - Too Much （1987年） - 運転手
- またまたあぶない刑事 （1988年） - 前島（長峰の部下）
- マルサの女2 （1988年） - 鬼沢の運転手
- ドグラ・マグラ （1988年）
- YAWARA! （1989年）
- オクトパスアーミー シブヤで会いたい （1990年）
- バカヤロー!3 へんな奴ら 第三話「会社をナメるな」 （1990年） - 林三津男
- 遺産相続 （1990年）
- !［ai-ou］（1991年）
- 略奪愛（1991年）
- 幕末純情伝 （1991年）
- 爆(BAKU)!
- 静かなるドン ＜オリジナルビデオ版＞
- 塀の中の懲りない奴ら! ＜オリジナルビデオ版＞
- 銀玉マサやん
- 天使のはらわた 赤い閃光 （1994年、石井隆監督） - 大男
- いのちの海 Closed Ward
- 刑務所の中 （2002年）
- 笑の大学 （2004年）
- ベロニカは死ぬことにした （2006年）
- ケータイ刑事 THE MOVIE2 石川五右衛門一族の陰謀〜決闘!ゴルゴダの森 （2007年） - 佐々木浩介
- The焼肉ムービー プルコギ
- 富江VS富江 （2007年）
- アフタースクール
- ジェネラル・ルージュの凱旋 （2009年）
- GANTZ （2011年） - 親ネギ星人
- 天使突抜六丁目 （2011年） - 青鬼
- 幸運の壷 Good Fortune （2011年、沖縄国際映画祭） - 刑事
- 忍ジャニ参上!未来への戦い （2013年） - 剛奇
- オー!ファーザー （2014年）

### 舞台
- 滝の白糸
- おかしな二人
- カッコーの巣の上を
- What a セクシーディナー
- ロベルトズッコ
- 煙が目にしみる
- ウエストサイドストーリー
- ライ王のテラス
- 舞台版『ロードス島戦記』（2017年1月、紀伊國屋サザンシアター） - ベルド 役

### ネットドラマ
- CROW'S BLOOD（2016年7月23日 - 、Hulu） - 校長 役